# Left Boy
Left Boy (* 17. Dezember 1988 in Wien; eigentlich Ferdinand Sarnitz) ist ein österreichischer Rapper, Sänger und Musikproduzent, der auch unter den Namen Ferdinand und Ferdinand fka Left Boy Musik macht. Er ist der Sohn von Sabina Sarnitz und André Heller.

## Werdegang

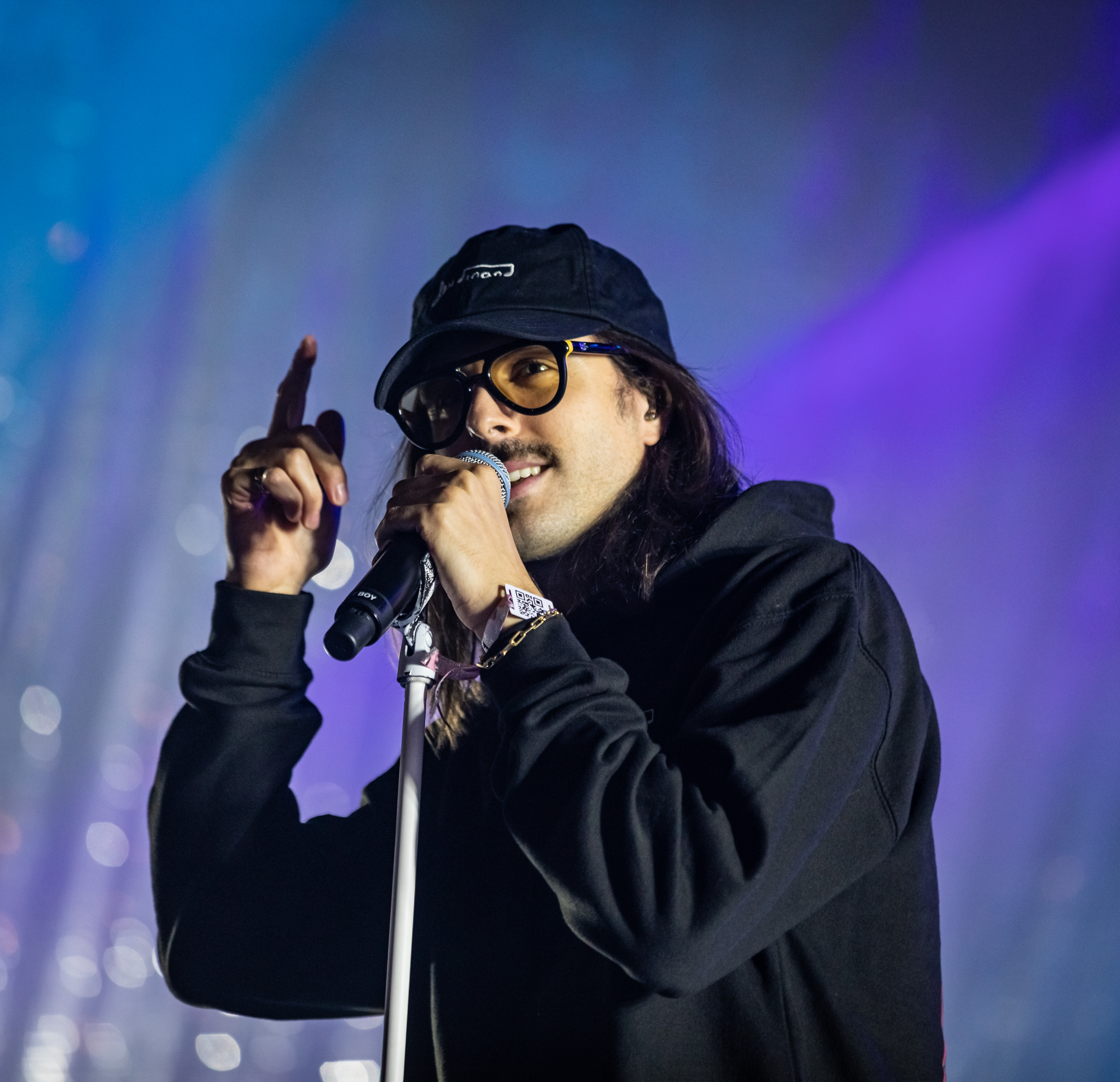
Left Boy live bei Rock am Ring 2019

Als Jugendlicher versuchte er sich als DJ und Beatboxing und war Mitorganisator der ersten Beatbox-Weltmeisterschaft. Mit 16 schrieb er sein erstes Lied.
Mit 18 Jahren ging Sarnitz nach New York (NoHo, Stadtteil von Manhattan), um ein einjähriges Tontechnikstudium am Institute of Audio Research zu absolvieren und um Kontakte zur Rap-Szene zu knüpfen. Später zog er nach Brooklyn. Mit 22 Jahren wurde er Vater, was er auch in seinem Album Permanent Midnight (2014) in einigen Songs thematisiert.
Im Dezember 2010 stellte Left Boy sein erstes Mixtape The Second Coming zum kostenlosen Download bereit. Zusätzlich fertigte er ab Mitte 2011 eine Reihe von Musikvideos zu den Titeln an. Die englischsprachigen Songs basieren häufig auf Samples, deren Verwendbarkeit rechtlich nicht geklärt ist. Ein offizieller Tonträger wird daher nicht angeboten. Ohne Plattenvertrag trat er auf größeren Festivalbühnen ab 2012 auf, darunter das FM4 Frequency Festival, Sea of Love und das HipHop Open. Live begleitet ihn die Tanzgruppe Urban Movements.
Left Boy veröffentlichte am 25. Jänner 2013 seine erste Single Black Dress bei Warner Music; Am 29. August 2013 veröffentlichte Left Boy seine zweite Single Get It Right, welche beide auf dem Album Permanent Midnight zu hören sind. Das Album erschien am 14. Februar 2014 in Österreich und Deutschland.
2015 war Left Boy am Eröffnungssong für den Eurovision Song Contest, Building Bridges, beteiligt.
Left Boy veröffentlichte am 14. Februar 2016 die kostenlos erhältliche EP Back on Top Soon. Vorab veröffentlichte er den Song Sweet Emotions, ein Sample des gleichnamigen Songs der britischen Band The Kooks.
Am 7. April 2017 wurde das Video zu seinem Song The Return Of... veröffentlicht, mit welchem er gleichzeitig das Erscheinen eines neuen Albums ankündigte. Das Album Ferdinand erschien am 6. April 2018.
Am 8. Juni 2018 veröffentlichte Left Boy die Single Bitte Brich Mein Herz Nicht Baby deren Text, im Gegensatz zu seinen vorhergehenden Veröffentlichungen, in deutscher Sprache geschrieben ist.
Am 29. November 2019 veröffentlichte er unter dem neuen Pseudonym Ferdinand die Single Dynamite. Auf sein neues Alter Ego wies er mit dem Song New Page Who Dis? hin.

## Diskografie
Alben
- 2014: Permanent Midnight
- 2018: Ferdinand
- 2022: Alles ist Vergeben

Mixtapes / EPs
- 2010: The Second Coming
- 2012: Guns Bitches and Weed
- 2013: Eternal Sunshine (The Prelude)
- 2016: Back on Top Soon
- 2019: Sex Party
- 2019: NEW PAGE WHO DIS?

Singles
- 2011: Jack Sparrow
- 2011: I Want To
- 2011: Outro
- 2012: Video Games (mit Mirakle)
- 2012: Survive (mit Océane)
- 2012: VIE
- 2012: Call Me Maybe
- 2012: A Milli (mit Mirakle) (Juice-Exclusive! auf Juice-CD #113)
- 2012: Hundred K
- 2013: Black Dress
- 2013: Get It Right
- 2013: Left Boy’s Coming
- 2014: Security Check
- 2014: 10 A.M.
- 2015: Building Bridges (mit Conchita Wurst, Wiener Sängerknaben, Superar, Radio-Symphonieorchester Wien u. a.)
- 2016: The Big Leagues
- 2016: Dangerous
- 2017: The Return Of…
- 2018: Lets Go
- 2018: 17
- 2018: Get High
- 2018: Heiß
- 2018: Dance with the Devil
- 2018: Superstar
- 2018: Father of God
- 2018: Sweet Goodbye
- 2018: Kid
- 2018: Bitte brich mein Herz nicht Baby…
- 2018: Sidechick
- 2019: Corner Store
- 2019: Sex Party
- 2019: Dynamite
- 2020: Stay at Home to Save the World
- 2020: Every Single Summer
- 2020: Money Right (mit Kareem Kateb)
- 2020: Vampire
- 2021: Das ist Liebe
- 2022: Ohne Dir
- 2022: Summer Love
- 2022: Bad Bitch